# Sea Cat
Le Sea Cat est un système de missile sol-air britannique à courte portée destiné à remplacer le canon Bofors de 40 mm, omniprésent à bord des navires de guerre de toutes tailles. Il s'agit du premier système de missile de défense ponctuelle opérationnel à bord d'un navire au monde, et fut conçu de manière à remplacer les canons Bofors avec un minimum de modifications du navire destinataire et (à l'origine) en utilisant les systèmes de conduite de tir existants. Une version mobile terrestre du système est connue sous le nom de Tiger Cat.
La version initiale GWS.20 est contrôlée manuellement, conformément à la nécessité d'un système développé et déployé rapidement. Plusieurs variantes suivront : le GWS.21 ajoute une commande manuelle radar pour une utilisation de nuit et par mauvais temps, le GWS.22 ajoute un mode de guidage automatique SACLOS et le GWS.24 final a un engagement entièrement automatique. Le Tigercat connait un service relativement bref avant d'être remplacé dans le service britannique par le Rapier, tandis que le Seacat connait une plus carrière bien plus brillante jusqu'à son remplacement par le Sea Wolf et des systèmes d'armes rapprochés de technologie plus récente.
Les Seacat et Tigercat ont tous deux connu du succès sur le marché d'exportation et certains demeure en service dans certaines marines de guerre.